# Mitrofan Belajev

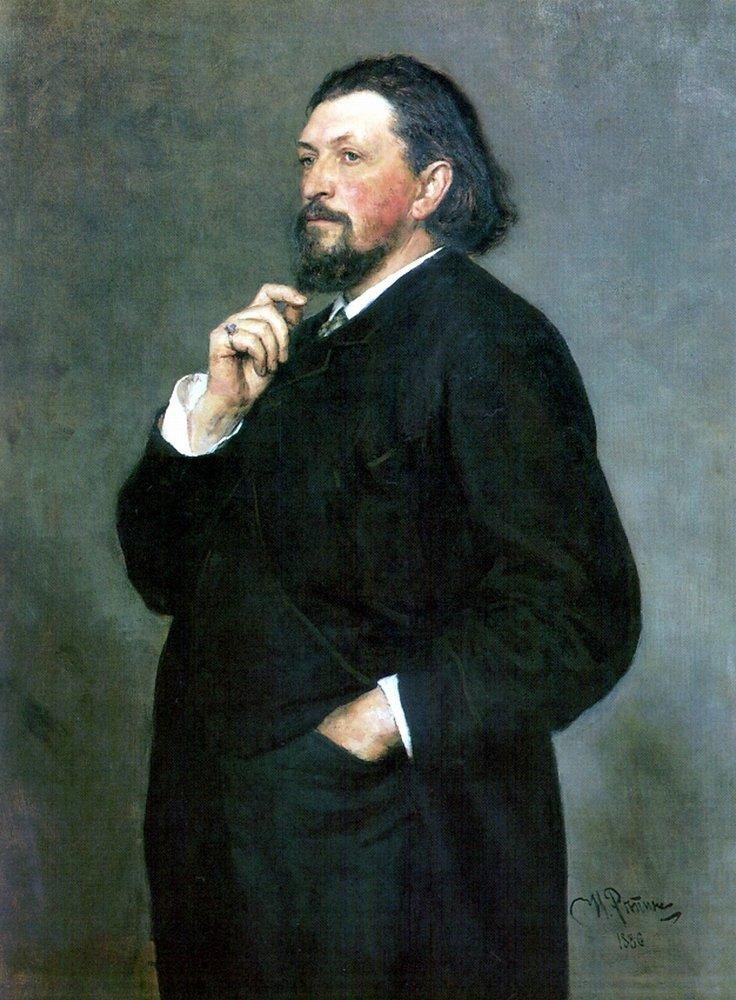
Mitrofan Belajev porträtterad av Ilja Repin 1886.

Mitrofan Petrovitj Belajev (ryska: Митрофан Петрович Беляев), född 1836 och död 1904, var en rysk musikförläggare och musikfrämjare.
Belajev grundade 1885 ett framgångsrikt förlag för rysk musik i Leipzig, och gav samma år impulserna till de "ryska symfonikonserterna" i Sankt Petersburg samt 1891 till de "ryska kammarmusikaftnarna" med enbart inhemska verk och testamenterade en miljonförmögenhet till den nationellt ryska tonkonstens förkovran.